# Basses œuvres
Les basses œuvres étaient des tâches d'intérêt général comme l'équarrissage des charognes, le curage des latrines, le nettoyage des égouts, l'abattage des chiens errants, etc. Dans la France de l'Ancien régime ces tâches étaient souvent confiées au bourreau qui portait alors le titre de maître des hautes et basses œuvres.
Le Dictionnaire de l'Académie française, dans son édition de 1835, définit le maître des basses œuvres comme « cureur de retraits [fosses d'aisance], vidangeur », à quoi Littré ajoute, en 1878, « celui qui cure les puits ». Il peut également assurer les fonctions de valet de ville, seconder le bourreau dans la préparation des hautes œuvres, et, selon les besoins de la municipalité, se voir confier les fonctions de crieur public ou celles de portier de la ville ou d'une simple poterne.